# Овсянниково (Вологодский район)
Овсянниково — деревня в Вологодском районе Вологодской области.
Входит в состав Новленского сельского поселения, с точки зрения административно-территориального деления — в Новленский сельсовет.
Расстояние по автодороге до районного центра Вологды — 66 км, до центра муниципального образования Новленского — 6 км. Ближайшие населённые пункты — Сидорово, Ведраково, Тупочелово.
По переписи 2002 года население — 18 человек.